# ساحل صدف
ساحل صدف آستارا که به آن ساحل لوندویل، سیبلی و داداش‌آباد نیز گفته می‌شود یکی از نقاط دیدنی شهرستان آستارا در شمال استان گیلان است. این ساحل در ۷ کیلومتری جنوب مرکز شهر آستارا و برسر راه ارتباطی آستارا — تالش قرار گرفته و حدود یک ربع ساعت با مرکز شهرستان فاصله دارد. همه ساله در فصل تابستان ساحل صدف به همراه طرح شناگاه سفیر امید، بازارچه ساحلی و منطقه نمونه گردشگری حیران از مقاصد مهم مسافران ورودی به این شهر می‌باشند.
ساحل صدف با حدود ۱۷ هکتار وسعت، در مجاورت منطقه حفاظت شده و جنگلی لوندویل واقع شده و نخستین طرح سالم‌سازی در سواحل دریای خزر در طول همین ساحل صورت گرفته‌است. با اجرای طرح سالم‌سازی ساحل صدف، امدادگران هلال احمر و ناجیان غریق در این ساحل مستقر شده‌اند.
ساحل صدف دارای تعدادی آلاچیق، استراحتگاه سنتی، بوفه، فروشگاه و همچنین دوش آب شیرین جهت استحمام شناگران و نیز سرویس بهداشتی است. این ساحل در تاریخ دوم اردیبهشت ماه ۱۳۹۳ خورشیدی و به مناسبت روز جهانی زمین پاک از وجود هرگونه نخاله پاکسازی کامل گردید.
معضلات
امروزه کمبود بهداشت در سرویس‌های بهداشتی،جولان حیوانات از جمله گاو در محوطه ساحل و رهایی زباله ها در فضای ساحل صدف موجب مشکلاتی برای عموم شده است.